# Ceriagrion annulatum
Ceriagrion annulatum é uma espécie de libelinha da família Coenagrionidae.
Pode ser encontrada nos seguintes países: Camarões, República do Congo, República Democrática do Congo e possivelmente em Zâmbia.
Os seus habitats naturais são: florestas subtropicais ou tropicais húmidas de baixa altitude e pântanos.